# Diploma (1957.)
Diploma je hrvatska televizijska drama iz 1957. godine u režiji Antona Martija. Riječ je o televizijskoj adaptaciji jednočinke „Diploma“ („La patente“), talijanskog nobelovca Luigija Pirandella, izvedenoj uživo u televizijskom studiju.
Premijerno je prikazana 31. ožujka 1957. na Televiziji Zagreb.

## Glumačka postava
- Amand Alliger kao Rosario Chiarchiaro
- Jozo Petričić kao sudac D’Andrea
- Joža Gregorin
- Zlatko Madunić
- Ljudevit Galic
- Zvonimir Ferenčić
- Vesna Krajina kao Rozinela

## Vanjske poveznice
- Diploma u internetskoj bazi filmova IMDb-a